# Fermate (Verslehre)
Fermate (von italienisch fermare ‚anhalten‘) bezeichnet in der Verslehre die Markierung des Versschlusses durch eine Lautdehnung. 
Liegt diese Dehnung auf Reimsilben, so spricht man bei gesungenen Texten des Mittelalters und der frühen Neuzeit (Meistersang, evangelisches Kirchenlied) von einem Fermatenreim. Anwendung und Anwendbarkeit des Begriffs sind hier allerdings unsicher bzw. umstritten.